# بسامد پایین
بر اساس تقسیم‌بندی اتحادیه بین‌المللی مخابرات راه دور، فرکانس پایین (به انگلیسی: LF، Low Frequency) به امواج بین ۳۰ کیلوهرتز تا ۳۰۰ کیلوهرتز گفته می‌شود.